# Celeste (jogo eletrônico)
Celeste é um jogo eletrônico de plataforma desenvolvido pelos canadenses Maddy Thorson e Noel Berry, com arte feita pelo estúdio brasileiro MiniBoss. O jogo foi originalmente criado como um protótipo de quatro dias durante uma game jam, e depois foi expandido para o seu lançamento completo. Celeste foi lançado em janeiro de 2018 para Microsoft Windows, Nintendo Switch, PlayStation 4, Xbox One, macOS, e Linux. O jogo recebeu aclamação da crítica e foi premiado como "Melhor Jogo Independente" e "Jogo Mais Impactante" no The Game Awards 2018, além de ter sido indicado para "Jogo do Ano" e "Melhor Trilha Sonora" nesta mesma premiação.

## Jogabilidade
Celeste é um jogo de plataforma no qual os jogadores controlam uma garota chamada Madeline enquanto ela sobe em uma montanha, evitando vários obstáculos mortais. Além de pular e escalar paredes por um período limitado de tempo, Madeline tem a capacidade de realizar um traço (dash, em inglês) no chão ou no meio do ar nas oito direções cardeais. Este movimento só pode ser realizado uma vez e deve ser reabastecido, seja aterrissando no chão ou atingindo certos objetos, como cristais (embora o jogador receba uma segunda colisão mais tarde no jogo). Ao longo de cada nível, o jogador encontrará mecânicas adicionais, como molas que lançam o jogador ou penas que permitem um breve voo, e objetos mortais como espinhos que matam Madeline (retornando-a para o início da seção). Jogadores menos habilidosos também podem acessar um "Modo de Assistência", onde podem alterar alguns atributos sobre a física do jogo. Algumas delas incluem: traços aéreos infinitos, invencibilidade ou retardar a velocidade do jogo. Escondidos em cada nível estão os morangos opcionais, obtidos através de desafiadoras seções de plataformas ou quebra-cabeças, que afetam levemente o final do jogo dependendo de quantos são coletados. Além disso, existem fitas cassetes que desbloqueiam variações mais difíceis de "B-Side" de certos níveis, e corações de cristal usados para acessar o conteúdo pós-jogo. Vencendo todos os "B-Sides", em seguida, desbloqueia as versões "C-Side", que consiste em muito duras, mas pequenas variações sobre os níveis. Ao limpar todos os "C-Sides", o jogador pode acessar o menu Variantes. O menu Variantes permite que os jogadores alterem a física do jogo de maneira similar ao Modo de Assistência. Algumas dessas configurações "variantes" incluem: acelerar o jogo, 360 graus e baixa fricção em todas as superfícies planas. Essas configurações servem para tornar o jogo mais desafiador ou mais divertido. O protótipo original do "Celeste Classic" para o console Pico-8 também pode ser encontrado como um minigame escondido.

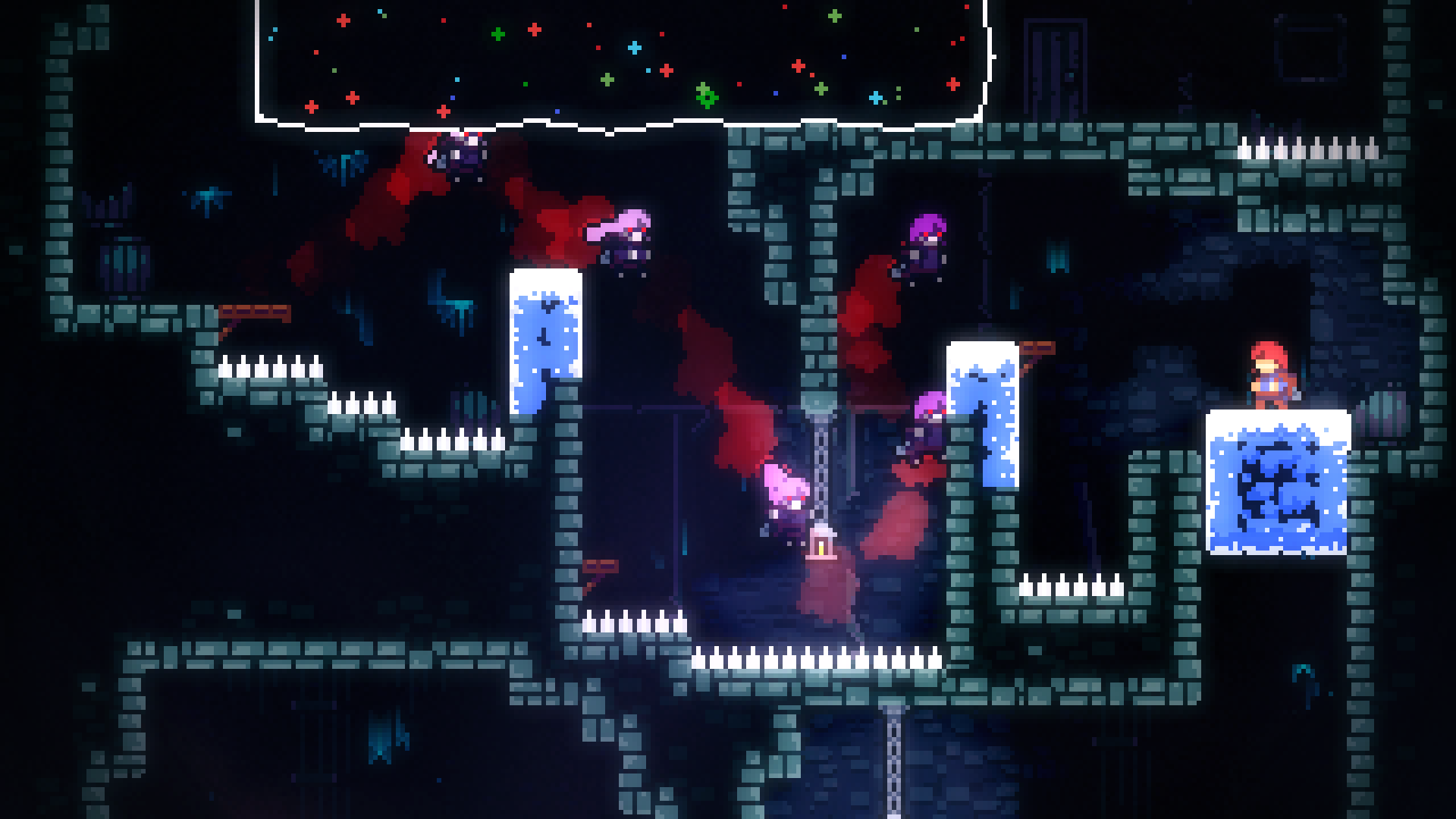
Imagem do jogo

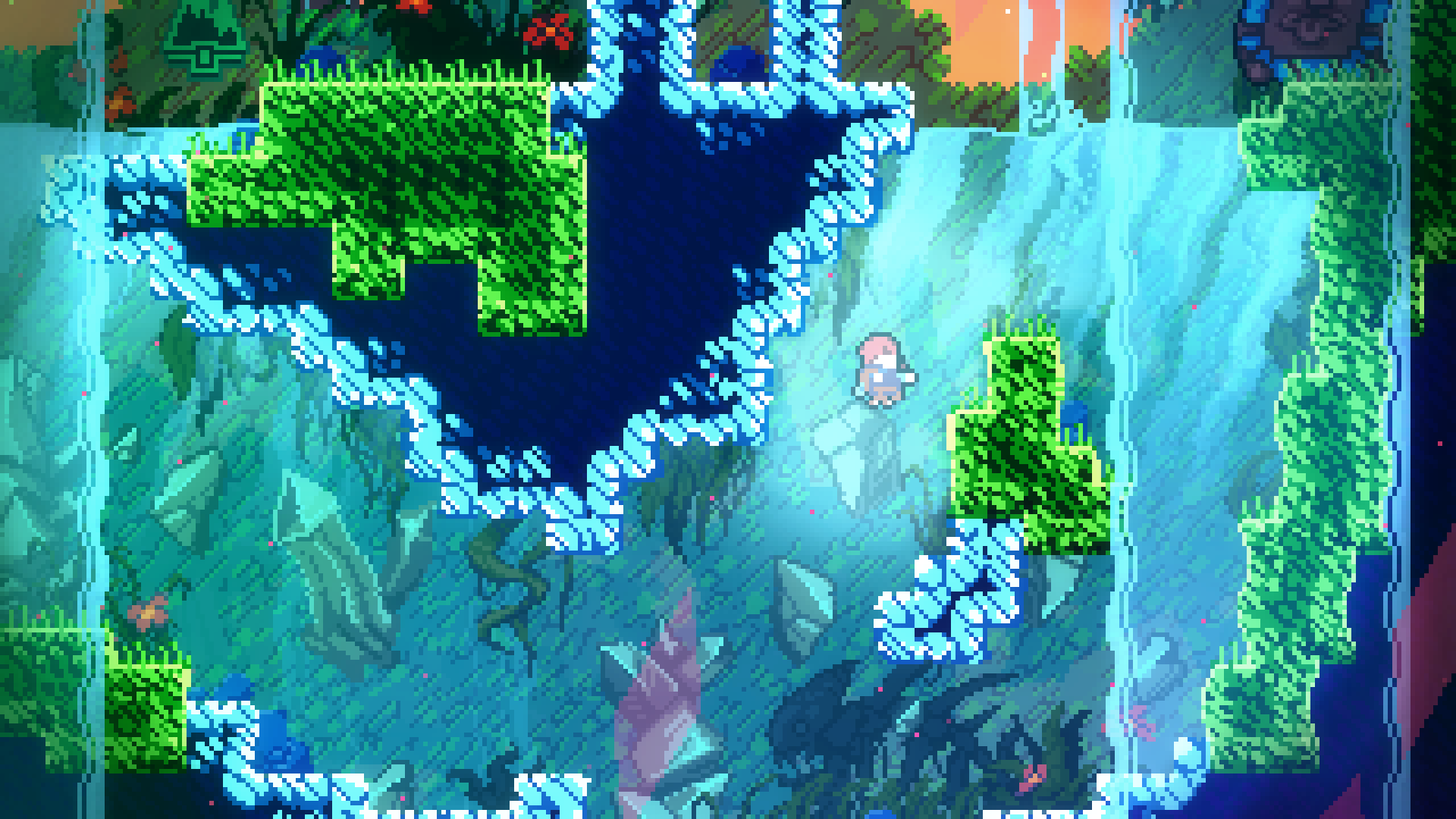
Exemplo de outro nível do jogo

## Desenvolvimento e lançamento
Noel Berry (Skytorn) e Maddy Thorson (TowerFall) criaram um protótipo de Celeste em quatro dias durante uma game jam chamado "Celeste Classic". O resultado foi um difícil jogo de plataforma com 30 níveis para o console de fantasia Pico-8 projetado para reflexos precisos de speedrunners. A Kill Screen notou que o jogo era uma partida de TowerFall de Thorson, e tinha mais em comum com a mecânica de jogo de seus jogos mais antigos e do trabalho de Super Mario Maker. Os desenvolvedores também se inspiraram na dificuldade dos jogos de plataformas da era do Super Nintendo. Berry e Thorson desenvolveram o jogo em um lançamento autônomo com mais de 200 quartos espalhados entre oito capítulos. Eles gravaram partes de seu processo de desenvolvimento na Twitch. O jogo também foi desenvolvido durante a "PAX West Indie Megabooth" de 2016. Celeste foi lançado para Nintendo Switch, PlayStation 4, Xbox One, Windows, Linux e MacOS em 25 de janeiro de 2018. O protótipo original para o console Pico-8 está incluído no jogo como um minigame desbloqueável.

## Recepção
Celeste recebeu "aclamação universal" através da crítica especializada, de acordo com o agregador de resenhas Metacritic.
Kevin Mersereau da Destructoid, chamou Celeste de "uma experiência de jogo essencial", dizendo: "Pela primeira vez em anos, não tenho absolutamente nada para reclamar." Tom Marks da IGN, elogiou a história do jogo e a forma como foi misturado com os elementos de gameplay, dizendo: "Eu me importava profundamente com a luta de Madeline e simpatizei com ela de uma maneira que eu não estava esperando."
A trilha sonora de Celeste composta por Lena Raine e lançada pela Materia Collective foi muito elogiada pelos críticos. Um álbum de partituras e um álbum de piano foi anunciado no início de 2018 e um álbum de música de jazz licenciado baseado na trilha sonora, Prescription for Sleep: Celeste, foi lançado em novembro de 2018.
Até o final de 2018, Celeste havia vendido mais de 500.000 cópias em todas as plataformas.

### Prêmios e indicações
| Ano  | Premiação                         | Categoria                                        | Resultado |
| ---- | --------------------------------- | ------------------------------------------------ | --------- |
| 2018 | NAVGTR Awards 2018                | Mixagem de Trilha Sonora Original, Novo IP       | Indicado  |
| 2018 | Independent Games Festival Awards | Excelência em Áudio                              | Indicado  |
| 2018 | Independent Games Festival Awards | Prêmio de Audiência                              | Venceu    |
| 2018 | Golden Joystick Awards            | Melhor Jogo Indie                                | Indicado  |
| 2018 | Golden Joystick Awards            | Ultimate Jogo do Ano                             | Indicado  |
| 2018 | The Game Awards 2018              | Jogo do Ano                                      | Indicado  |
| 2018 | The Game Awards 2018              | Melhor Trilha Sonora                             | Indicado  |
| 2018 | The Game Awards 2018              | Jogo Mais Impactante                             | Venceu    |
| 2018 | The Game Awards 2018              | Melhor Jogo Independente                         | Venceu    |
| 2018 | Gamers' Choice Awards             | Jogo Favorito dos Fãs                            | Indicado  |
| 2018 | Gamers' Choice Awards             | Experiência em Um Jogador Favorita dos Fãs       | Indicado  |
| 2018 | Gamers' Choice Awards             | Jogo Indie Favorito dos Fãs                      | Indicado  |
| 2018 | Titanium Awards                   | Melhor Jogo Indie                                | Indicado  |
| 2018 | Australian Games Awards           | Jogo Independente do Ano                         | Indicado  |
| 2019 | New York Game Awards              | Big Apple Award para Melhor Jogo do Ano          | Indicado  |
| 2019 | New York Game Awards              | Off Broadway Award para Melhor Jogo Independente | Indicado  |
| 2019 | D.I.C.E. Awards 2019              | Jogo de Ação do Ano                              | Venceu    |
| 2019 | D.I.C.E. Awards 2019              | Excelência em Jogo Independente                  | Venceu    |
| 2019 | NAVGTR Awards 2019                | Jogo do Ano                                      | Indicado  |
| 2019 | NAVGTR Awards 2019                | Design de Controles, 2D ou 3D Limitado           | Indicado  |
| 2019 | NAVGTR Awards 2019                | Precisão de Controles                            | Venceu    |
| 2019 | SXSW Gaming Awards                | Excelência em Narrativa                          | Indicado  |
| 2019 | SXSW Gaming Awards                | Prêmio Matthew Crump Cultural de Inovação        | Venceu    |
| 2019 | SXSW Gaming Awards                | Excelência em Trilha Sonora                      | Indicado  |
| 2019 | SXSW Gaming Awards                | Jogo Viral do Ano                                | Indicado  |
| 2019 | SXSW Gaming Awards                | Jogo do Ano                                      | Indicado  |
| 2019 | Game Developers Choice Awards     | Melhor Áudio                                     | Venceu    |
| 2019 | Game Developers Choice Awards     | Melhor Design                                    | Indicado  |
| 2019 | Game Developers Choice Awards     | Jogo do Ano                                      | Indicado  |
| 2019 | G.A.N.G. Awards                   | Melhor Música para um Jogo Independente          | Indicado  |
| 2019 | G.A.N.G. Awards                   | G.A.N.G. / MAGFEST: Escolha do Público           | Venceu    |
| 2019 | British Academy Games Awards      | Melhor Jogo                                      | Indicado  |
| 2019 | British Academy Games Awards      | Game Beyond Entertainment                        | Indicado  |
| 2019 | British Academy Games Awards      | Design de Jogo                                   | Indicado  |
| 2019 | British Academy Games Awards      | Inovação de Jogo                                 | Indicado  |
| 2019 | British Academy Games Awards      | Música                                           | Indicado  |
| 2019 | Italian Video Game Awards         | Jogo do Ano                                      | Indicado  |
| 2019 | Italian Video Game Awards         | Melhor Jogo Indie                                | Indicado  |
| 2019 | Italian Video Game Awards         | Game Beyond Entertainment                        | Indicado  |
| 2019 | ASCAP Composers' Choice Awards    | Trilha Sonora de um Jogo Eletrônico do Ano       | Venceu    |